# 공주 숙종대왕 태실비
공주 숙종대왕 태실비(公州 肅宗大王 胎室碑)는 대한민국 충청남도 공주시 태봉동에 있는, 조선 19대 임금인 숙종(재위 1674∼1720)의 태를 묻었던 곳이나, 고종 2년(1869) 태와 태실은 경기도 양주로 옮겨가고 현재는 2기의 태실비만 남아있다. 1992년 12월 8일 충청남도의 문화재자료 제321호로 지정되었다.

## 개요
태실은 왕실의 왕과, 그 자손 등의 태를 묻는 곳으로, 이 태실 앞에는 태를 모신 것을 기념하는 태실비를 세워둔다.
이곳은 조선 19대 임금인 숙종(재위 1674∼1720)의 태를 묻었던 곳이나, 고종 2년(1869) 태와 태실은 경기도 양주로 옮겨가고 현재는 2기의 태실비만 남아있다.
2기의 비 중 조금 작은 비는 현종 2년(1661) 태실과 함께 세운 것으로, 네모난 받침돌 위에 비몸을 얹고 머릿돌을 올린 모습이다. 머릿돌은 옆면이 2단으로 동그랗게 말려 있다. 다른 하나는 숙종이 임금에 즉위한 후 9년 뒤(1683)에 세운 것으로, 거북받침돌 위에 비몸을 세우고 용을 조각한 머릿돌을 얹은 모습이다.
태실을 옮긴 후 비가 흩어져 있었던 것을 1991년에 공주시에서 보수하여 제 모습을 갖추게 되었다.

## 참고 문헌
- 공주숙종대왕태실비 - 국가유산청 국가유산포털